# 出櫃黨 (菲律賓)
出櫃黨（菲律賓語：LADLAD），是菲律賓一個促進女同性戀、男同性戀、雙性戀和跨性別（LGBT）權利的政黨，由馬尼拉雅典耀大學教授英語的副教授Danton Remoto所成立。
由於出櫃黨無法提出足夠成員人數，因此無法參加2007年選舉；2009年，菲律賓選舉委員會否決該黨參選2010年選舉的資格，原因在於其立場「不道德」；但在2010年4月8日，最高法院准許該黨參加選舉。

## 選舉結果
| 選舉年份 | 得票數  | %     | 獲得席次 |
| -------- | ------- | ----- | -------- |
| 2010     | 114,120 | 0.38% | 0        |
| 2013     | 75,913  | 0.37% | 0        |